# Hans Scharoun
Hans Bernhard Scharoun (né le 20 septembre 1893 à Brême et mort le 25 novembre 1972 à Berlin) est un architecte allemand, représentant parmi les plus connus de l'architecture organique. On lui doit notamment la Philharmonie et la bibliothèque de l'État de Prusse, à Berlin.

## Biographie
Après un Abitur à Bremerhaven en 1912, Scharoun étudie à l'université technique de Berlin (École supérieure technique).
Pendant la Première Guerre mondiale, il participe à partir de 1915 au programme de reconstruction de la Prusse-Orientale, où il s'installe en 1919 à Breslau comme architecte indépendant. Il obtient une chaire de professeur à l'académie d'art et d'artisanat artistique de cette ville et y enseigne de 1925 à 1932.
Après la guerre, il se joint au groupe d'architectes expressionnistes Die Gläserne Kette (Le chaîne de verre) de Bruno Taut et adhère en 1926 à l'association d'architectes Der Ring (Le cercle).
En 1927 Scharoun construit à Stuttgart une maison d'habitation dans le Weißenhofsiedlung (littéralement « lotissement de Weißenhof »).
À la fin des années 1920, il dessine et dirige l'aménagement du grand lotissement Siemensstadt de Berlin. Partant de la théorie des nouvelles constructions de Hugo Häring, Scharoun soutient la conception d'une architecture qui se passe de rationalisme et de schémas de formes préconçus et opte pour des constructions ayant un caractère particulier organisé par fonction.
Sous le national-socialisme, Scharoun ne peut construire que des villas individuelles, en particulier la maison Schminke à Löbau.
Après la Seconde Guerre mondiale, il peut concrétiser sa vision d'une architecture relativement exigeante et philanthropique dans des constructions emblématiques, par exemple le groupe de tours Romeo und Julia (Roméo et Juliette) (1954-1963), le Geschwister-Scholl-Gymnasium (Lycée) de Lünen (1956-1962) et la célèbre Philharmonie de Berlin (1956-1963). Le point commun à toutes ces constructions une organisation de l'espace extrêmement ingénieuse. L'école est dessinée comme une petite ville autant pour les enfants et la jeunesse, le groupe de tours se signale par son répartition inédite par espace et par fonction. Quant à la Philharmonie, elle est reconnue au niveau international comme l'une des constructions les plus réussies de sa catégorie. Considérée comme l'œuvre principale de Scharoun, elle présente autour du plateau de l'orchestre des rangées de places pour les spectateurs qui montent en terrasses disposées de façon irrégulière.
Le succès de la Philharmonie donnera lieu à d'importantes commandes, comme le bâtiment de l'ambassade allemande au Brésil (1963-1969), le musée allemand de la Marine de Bremerhaven (1969-1975) et la bibliothèque nationale de Prusse de Berlin (1963-1979).
À côté d'autres honneurs, Scharoun reçoit en 1959 la croix de commandeur de l'ordre du Mérite de la République fédérale d'Allemagne et en 1964 le Grand Prix des architectes allemands. Il devient citoyen d'honneur de Berlin en 1969.
Hans Scharoun est également l'un des membres fondateurs de l'association Paul-Hindermith-Gesellschaft à Berlin.

## Élèves
- Merete Mattern (1930-2007), architecte

## Galerie photos de la Philharmonie de Berlin

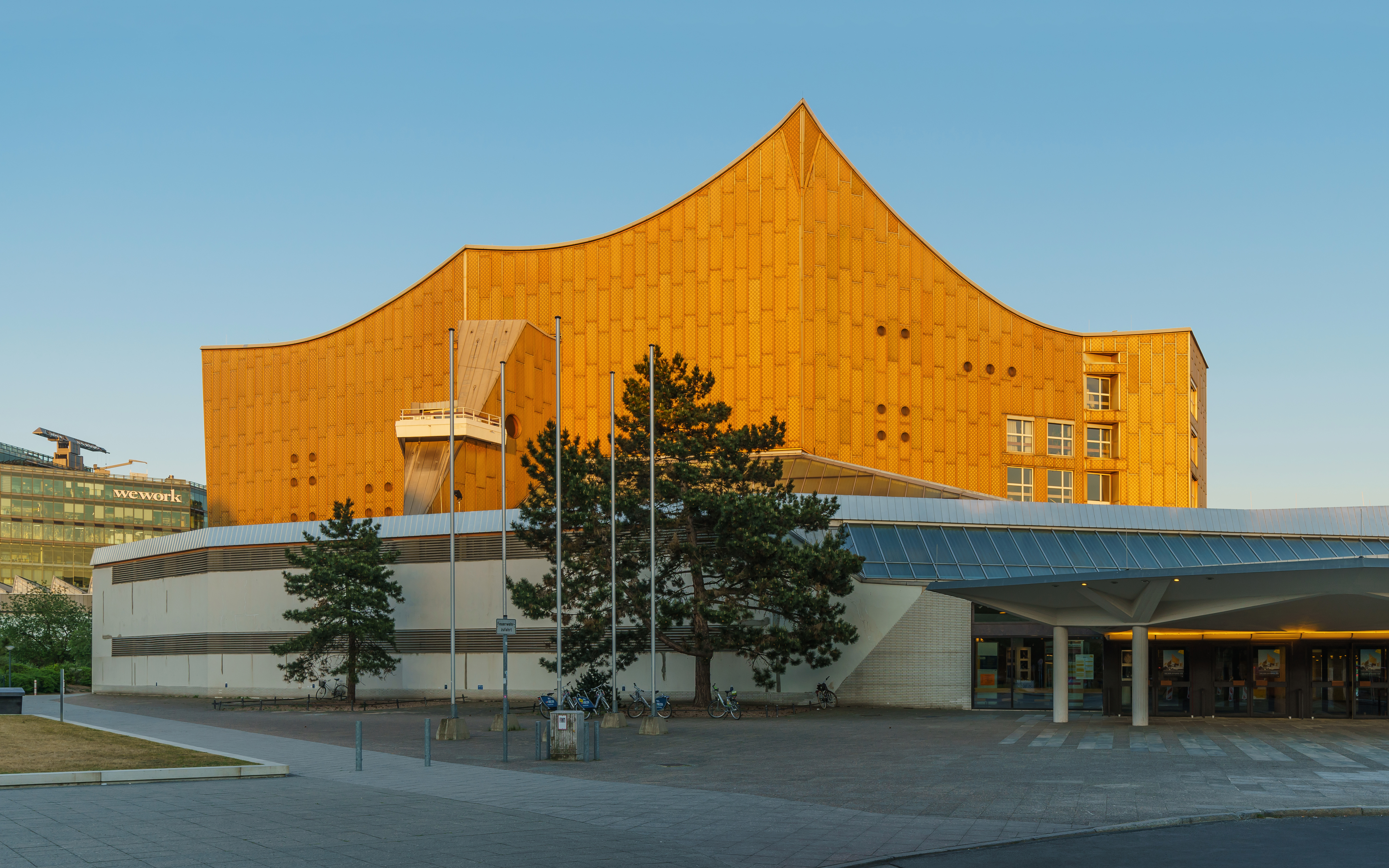
La Philharmonie de Berlin.
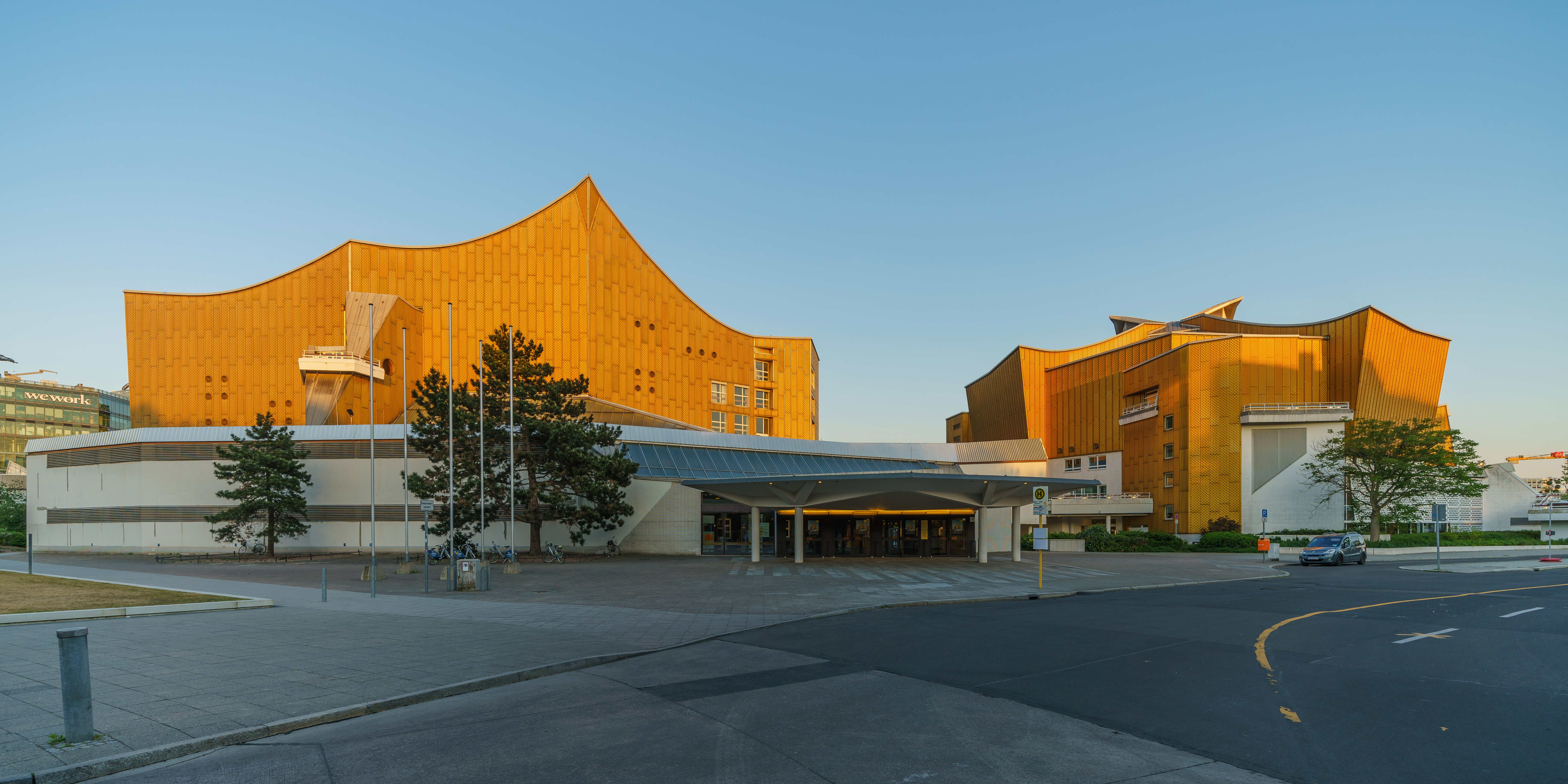
Kammermusiksaal (à droite) et Philharmonie (à gauche) à Berlin.